# Pantabangan
Pantabangan (Bayan ng Pantabangan) är en kommun i Filippinerna. Kommunen ligger på ön Luzon, och tillhör provinsen Nueva Ecija. Folkmängden uppgår till 23 868 invånare.
Pantabangan är indelat i 14 barangayer.

## Bildgalleri

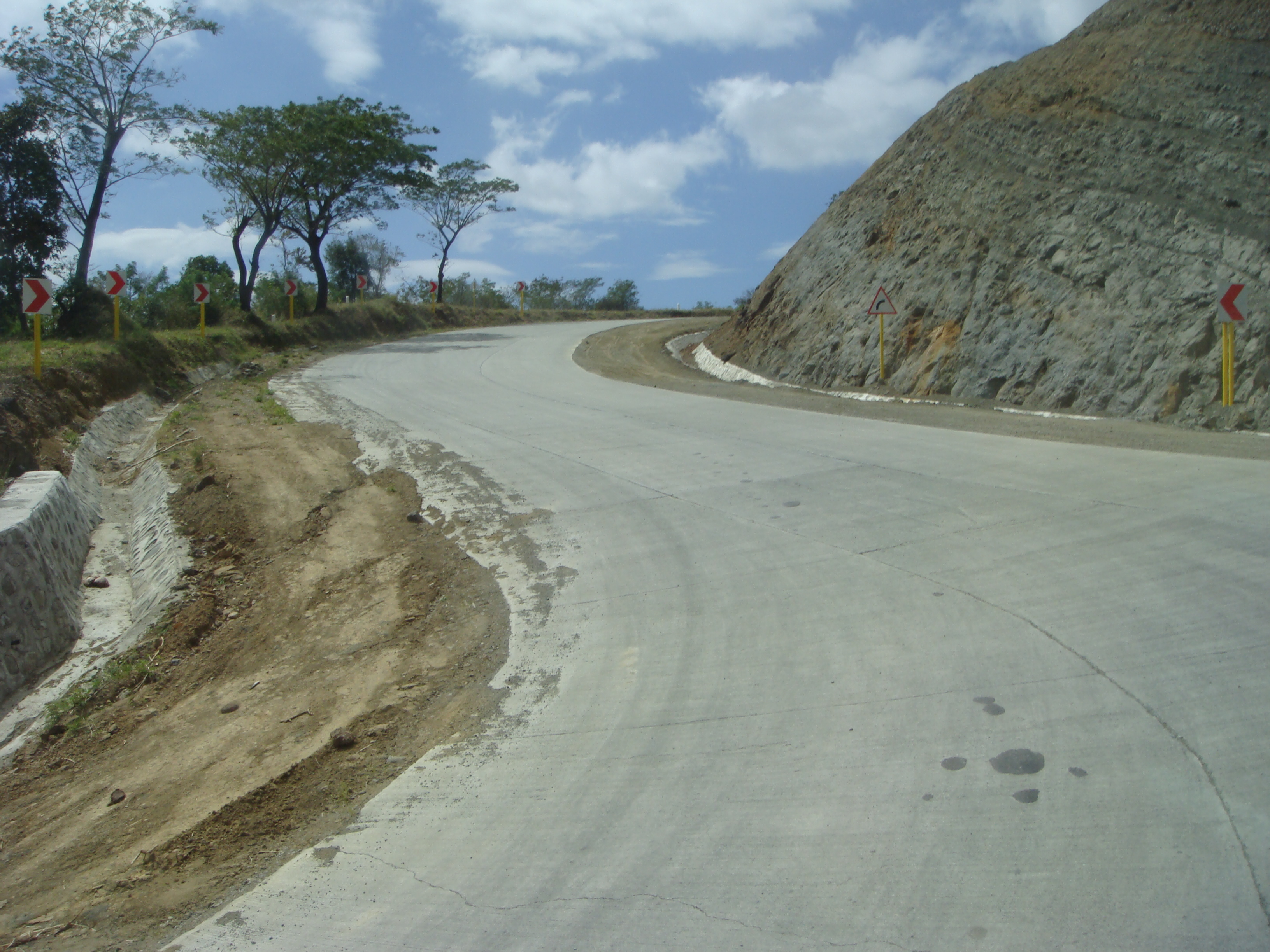
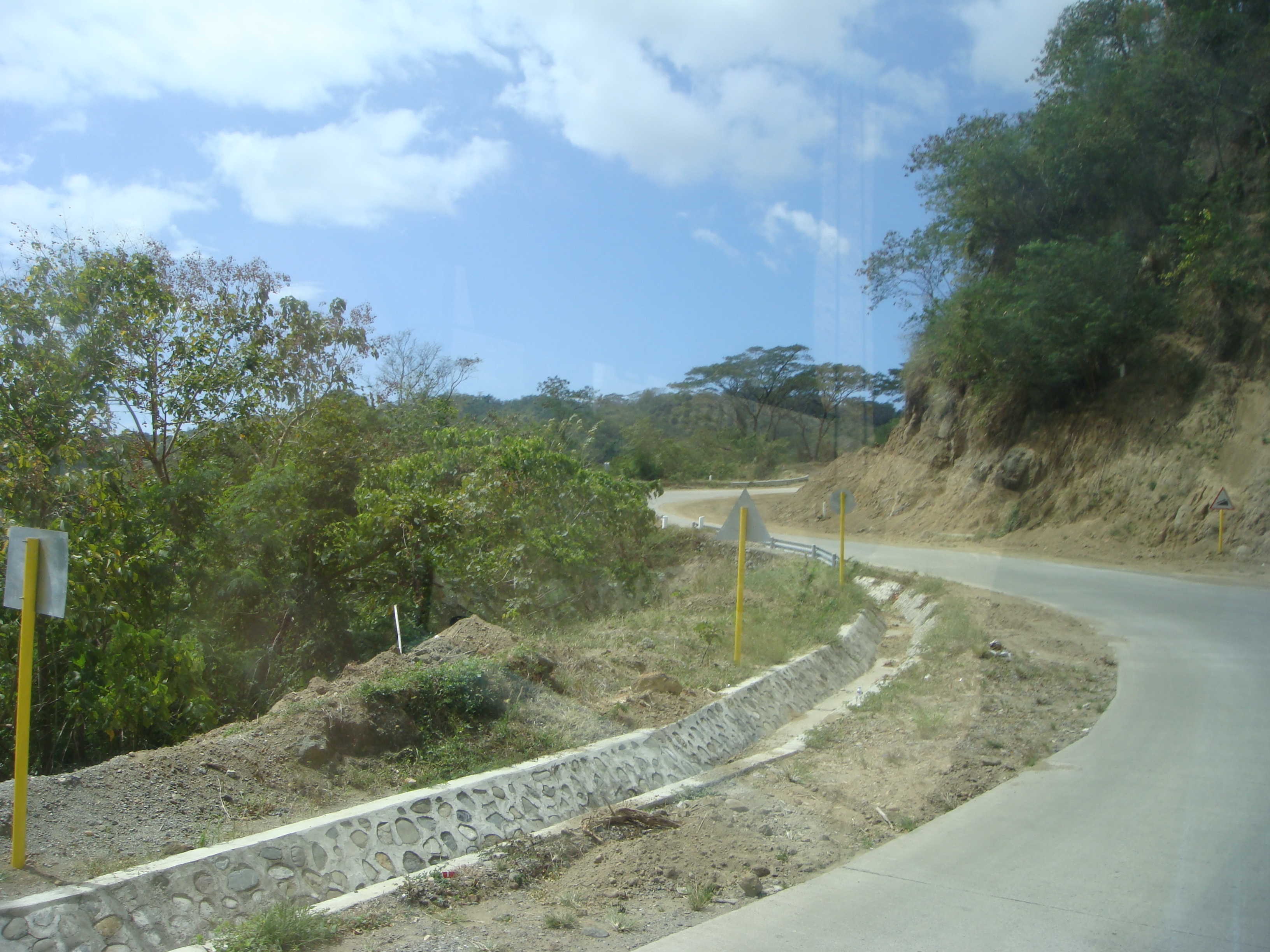
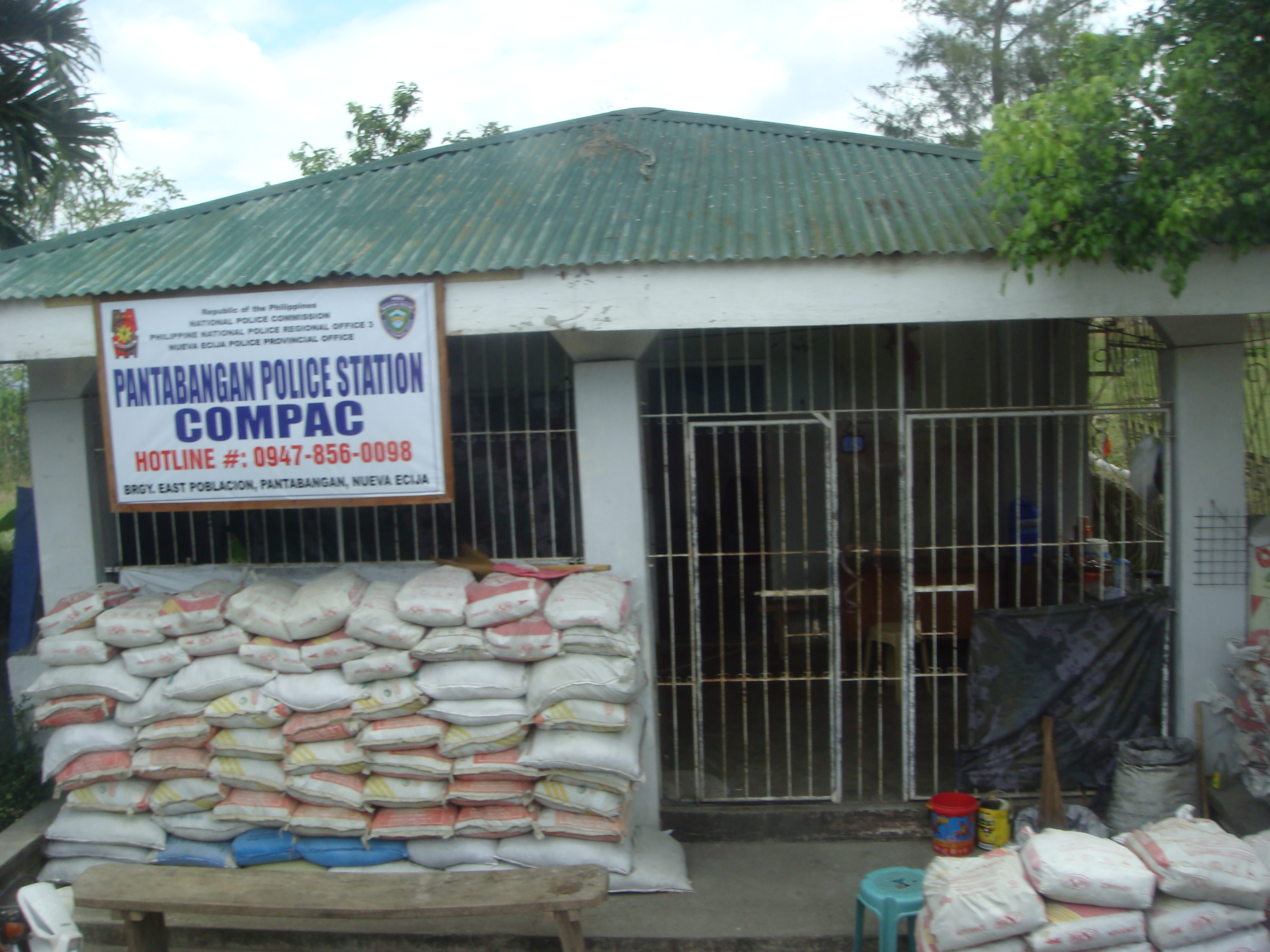